# Hans Krebs (generál)
Hans Krebs (4. březen 1898, Helmstedt – 1. květen 1945, Berlín) byl generálem pěchoty německého wehrmachtu.

## Kariéra
V září 1914 vstoupil do 10. mysliveckého praporu Německé císařské armády jako dobrovolník. V první světové válce sloužil jako nižší poddůstojník a později důstojník u pěchoty. V roce 1915 byl raněn, později vedl kulometné družstvo a působil v nižších štábech. Po válce zůstal v Reichswehru, kde sloužil ve 20. letech u několika jednotek. Od října 1931 byl na "služební cestě" po Dálném východě, respektive na výcviku v SSSR. V červenci 1933 byl jmenován asistentem vojenského atašé na velvyslanectví v Moskvě. Po návratu sloužil ve vyšších štábech a na krátký čas se ocitl koncem roku 1939 v rezervě OKH.
Od prosince 1939 do července 1940 byl náčelníkem štábu VII. armádního sboru. V říjnu téhož roku byl opět v Moskvě na velvyslanectví jako vojenský atašé, kde zůstal až do napadení SSSR 22. června 1941. Stejně jako německý velvyslanec v Moskvě von Schulenburg i on byl proti vojenskému konfliktu se SSSR. Po složitém návratu do Německa se stal v lednu 1942 náčelníkem štábu u 9. armády (Model). Pro zajímavost, v té době byla 9. armáda nejblíže jeho bývalému působišti, Moskvě. U armády zůstal až do ledna příštího roku, kdy přešel opět na krátký čas do zálohy OKH. Od března 1943 již byl náčelníkem štábu Skupiny armád Střed (von Kluge), kde se opět v létě 1944 setkal s Modelem. Když byl v srpnu téhož roku Model přeložen na Západní frontu, vyžádal si jako náčelníka štábu Skupiny armád B svého osvědčeného spolupracovníka Krebse, který zde zůstal od září 1944 do února 1945. 17. února přešel jako štábní důstojník na hlavní velitelství pozemních sil OKH, měsíc na to, 15.  března, byl raněn na velitelství v Zossenu během náletu amerických bombardérů. Ale již 1. dubna se stal na měsíc náčelníkem štábu OKH místo odstupujícího generálplukovníka Guderiana a zároveň se tak stal posledním Hitlerovým náčelníkem štábu pozemních sil.
Během dobývání Berlína sovětskou Rudou armádou přešel zbylý štáb OKH do Hitlerova bunkru v Berlíně. Po sebevraždě Adolfa Hitlera vyjednával Hans Krebs jako pověřenec několikahodinové vlády Josepha Goebbelse s generálem Vasilijem Čujkovem o mírových podmínkách, přitom ale neměl žádné pravomoci, aby přijal jedinou sovětskou nabídku na bezpodmínečnou kapitulaci. Ještě ten den spáchal se svým náčelníkem štábu Wilhelmem Burgdorfem v Hitlerově bunkru sebevraždu zastřelením.

## Krebsovo a Čujkovovo jednání
Když přišel Krebs 1. května 1945 vyjednávat na velitelství sovětské 8. gardové armády s Vasilijem Čujkovem, vedly se tvrdé boje o Berlín. Čujkov a jeho štáb musel během rozhovoru ještě přijímat a vydávat pokyny podřízeným jednotkám, proto je zápis pořízený válečným zpravodajem Vsevolodem Višněvským neúplný a je pravděpodobné, že byl následně sovětskou propagandou zkreslen. Jednání se pravděpodobně vedlo celé v ruštině, kterou Krebs údajně ovládal.
- Krebs: Řeknu zvláště důvěrnou zprávu: Jste první cizinec, kterému sděluji, že 30. dubna spáchal Hitler sebevraždu.
- Čujkov: Víme to.
- K: Moje první otázka: Umlknou během rozhovorů děla?
- Č: Jde o kapitulaci?
- K: Ne. Jsou jiné možnosti.
- Č: Můžeme s vámi vyjednávat jen tehdy, budete-li bezpodmínečně kapitulovat jak před SSSR, tak před USA a Anglií.
- K: Abych měl možnost poradit se o vašich požadavcích, žádám, aby byly dočasně zastaveny válečné akce.
- Č: Vzdáte se ihned?
- K: Musím se o tom poradit se svou vládou. Není vyloučeno, že se na jihu objeví nová vláda. Zatím je vláda jenom v Berlíně. Žádáme o příměří.
- Č: Otázka příměří se může řešit jenom na základě celkové kapitulace.
- K: Pak ovládnete prostor, kde je německá vláda a zničíte všechny Němce.
- Č: Nepřišli jsme zničit německý národ.
- K: Němci nebudou mít možnost pracovat...
- Č: Němci už pracují s námi.
- K: Žádáme tedy, abyste uznali německou vládu až do úplné kapitulace, abyste se s ní spojili a nám dali možnost, abychom se spojili s vaší vládou.
- Č: Máme jedinou podmínku - úplnou kapitulaci.
- K: Nemám jinou možnost, jak nyní vyjednávat. Je ve vašem zájmu vést jednání s novou německou vládou. Pánové, jsem jenom zmocněnec, nemohu odpovídat za svou vládu.
- Č: Můj návrh je jasný.
- K: Německá vláda dál nehraje. (Smích.) Silní jste vy, my to víme, a vy jste o tom také přesvědčeni.
- Č: My to samozřejmě víme, i vy to musíte vědět. Budete marně bojovat a ztrácet lidi. Ptám se vás, v čem je smysl vašeho boje?
- K: Budeme bojovat do posledního muže.
- Č: Očekávám bezpodmínečnou kapitulaci.
- K: NE! V případě bezpodmínečné kapitulace nebudeme právně existovat jako vláda.
- Č: A nebylo by lépe ukončit válku a potom začít vyjednávat?
- K: Odpověď může dát jen moje vláda, nikoli já. Ano, chtějí ukončit válku, ale až uznáte vládu, která byla vytvořena podle vůdcovy závěti.
- Č: Vaše tak zvaná nová vláda nesouhlasí s celkovou kapitulací, protože je vázána Hitlerovou závětí a úmyslem pokračovat ve válce.
- K: Naše nová vláda vláda chce v budoucnosti plnit Hitlerovu vůli. A jeho vůle spočívá v těchto slovech závěti: "Aby Německo mělo vládu sestávající z čestných lidí, kteří budou pokračovat ve válce všemi prostředky..."
- Č: To znamená ani mír, ani válka?
- K: Tam, kde se vedou boje, souhlasím s jejich přerušením.
- Č: To je divné. Takové podmínky jsme nekladli...Smyslem vašeho příjezdu je jednání jenom se SSSR?
- K: Jenom s vámi.
- Č: Ale naším prostřednictvím i s ostatními spojenci?
- K: Po rozšíření plných mocí i s ostatními.
- Č: Závisí to na rozhodnutí naší vlády?
- K: Když se sejde, bude to hlavní cíl...Otázka úplné kapitulace může být vyřešena několik hodin po příměří a po uznání nové vlády.
- Č: To znamená, že chcete bojovat až do úplného konce! Znáte podmínky úplné kapitulace?
- K: Ano, ale kdo by vedl jednání?
- Č: Je tu přece říšský kancléř Goebbels. Má plné moci?
- K: Definitivní rozhodnutí nemůže učinit.
- Č: Kdo může definitivně rozhodnout? Bormann a Goebbels?
- K: Nelze definitivně rozhodnout o úplné kapitulaci, aniž se všechno oznámí Dönitzovi. Jedinou rozhlasovou stanici má Himmler. Dönitzova stanice v Berlíně je zničená...
- Č: Já jako voják mám zájem na jednom - vypořádat se s vojsky nepřítele. Žádáme bezpodmínečnou kapitulaci.
- K: Bude-li zničena berlínská posádka, nebude existovat legální německá vláda.
- Č: Nesmysl.
- K: Seznámil jsem vás se svým posláním. Jiné nemám.
- Č: A myslíte, že po úplné porážce Německá má Hitler ještě nějakou autoritu?
- K: Vidíte naše utrpení. A vůdcova autorita je snad o něco menší, ale je stále ještě veliká. Jeho rozhodnutí se nikdy nemohou měnit. Noví lidé, nová vláda se bude opírat o Hitlerovu autoritu...
- Č: Nechceme zničit německý národ, ale fašismus nepřipustíme. Nehodláme zabíjet členy nacionálně socialistické strany, ale rozpustit se tato organizace musí. Nová německá vláda musí být utvořena na novém základě.
- K: Myslím si a jsem o tom přesvědčen, že je jen jeden politik, který nechce, aby Německo bylo zničeno. Je to Stalin. Řekl, že Sovětský svaz nelze zničit a že stejně tak nelze zničit Německo. To je nám jasné, ale bojíme se anglo-amerických plánů na zničení Německa. Jestliže budou mít vůči nám volnou ruku, bude to hrozné.
- Č: A Himmler?
- K: Mohu mluvit otevřeně? Himmler si myslí, že německá vojska mohou být ještě silou proti Východu. Řekl to vaším spojencům. Nám je to jasné, úplně jasné.
- Č: Pak mi, pane generále, není vůbec jasná vaše neústupnost. Boj v Berlíně, to je přece zbytečné prolévání krve.
- K: Clausewitz řekl, že potupná kapitulace je horší než smrt na bojišti. Hitler skončil svůj život, aby si zachoval úctu německého národa.
- Vyšněvskij si poznamenal: Tragikomická logika.

## Povýšení & Vyznamenání

### Data povýšení
- Fahnenjunker-Gefreiter - 11. prosinec 1914
- Fahnenjunker-Unteroffizier - 5. leden 1915
- Fähnrich - 22. březen 1915
- Poručík - 18. červen 1915
- Nadporučík - 31. červenec 1925
- Kapitán - 1. říjen 1931
- Major - 1. leden 1936
- Podplukovník - 1. únor 1939
- Plukovník - 1. říjen 1940
- Generálmajor - 1. únor 1942
- Generálporučík - 1. duben 1943
- Generál pěchoty - 1. srpen 1944

### Vyznamenání
- Rytířský kříž (2843. držitel) - 26. březen, 1944
- Dubové ratolesti k rytířskému kříži (749. držitel) - 20. únor, 1945
- Německý kříž ve zlatě - 26. leden, 1942
- Železný kříž I. třídy - 6. únor, 1917
- Železný kříž II. třídy - 22. srpen, 1915
- Spona k železnému kříži II. třídy - 14. květen, 1940
- Spona k železnému kříži I. třídy - 18. květen, 1940
- Odznak za zranění v černém
- Medaile za východní frontu - 1942
- Kříž cti
- Rytířský kříž domácího řádu Hohenzollernů s meči (první světová válka)
- Velkovévodský kříž Friedricha Augusta I. třídy (první světová válka)
- Velkovévodský kříž Friedricha Augusta II. třídy (první světová válka)
- Brunšvický válečný záslužný kříž I. třídy (první světová válka)
- Brunšvický válečný záslužný kříž II. třídy (první světová válka)
- Brunšvický odznak ke záslužnému kříži II. třídy (první světová válka)
- |  |  |  Služební vyznamenání wehrmachtu od IV. do I. třídy

## Fotografie
- Fotografie
- Fotografie2 Archivováno 4. 3. 2016 na Wayback Machine.